# Máté Lele
Máté Lele (ur. 7 września 1989 w Segedynie) – węgierski wioślarz.

## Osiągnięcia
- Mistrzostwa Świata – Poznań 2009 – ósemka wagi lekkiej – 9. miejsce[1].